# Василије Поповић Цицо
Василије Поповић Цицо (Скадар, 12. фебруар 1914 – Скопље, 10. децембар 1962), сликар и карикатуриста, један од најзначајнијих македонских уметника 20. века.
Сликарство је учио у Краљевској уметничкој школи у Београду.
Василије Поповић Цицо је између осталог аутор првих буквара на македонском језику, као и првих грбова Републике Македоније и грба града Скопља, чиме је знатно утицао на обликовање визуелног идентитета државе.
Поред тога, сценографском раду у Народном позоришту у Скопљу припада значајна позиција у његовом опусу.

## Породица
Његова ћерка је историчарка уметности Гордана Поповић Васић.